# Eugène Sémérie
Émile François Eugène Sémérie, né le 6 janvier 1832 à Aix-en-Provence et mort le 3 mai 1884 à Grasse, est un médecin français.

## Biographie
Il est le fils du député et procureur Antoine Sémerie.

## Œuvres
- Des symptômes intellectuels de la folie, Paris : A. Delahaye , 1867
- République occidentale ordre et progrès : Fondation d'un club positiviste, Paris : impr. de Jouaust, 1870
- La République et le peuple souverain : mémoire lu au club positiviste de Paris dans sa séance du lundi 3 avril 1871, Paris : A. Lacroix, Verboeckoven et Cie, 1871
- Positivistes et catholiques 2e édition augmentée d'une préface nouvelle, Ernest Leroux éditeur, Avril 1873
- Théologie et science : simple réponse à M. Dupanloup, évêque d'Orléans, 4e éd., Paris : E. Leroux, 1875
- Des symptômes intellectuels de la folie, 2. éd., Paris : E. Leroux, 1875
- La loi des trois états : réponse à M. Renouvier, directeur de la Critique philosophique, Paris : E. Leroux, 1875
- Des Sources biologiques de la notion d'humanité, Impr. de Wallon, 1883
- Des hallucinations de la musculation : la conquête du microbe, Vichy : impr. de Wallon, 1883